# Class 70 (elektrisch)
De elektrische Class 70 was een serie van drie, met derderail voeding uitgeruste, Co-Co locomotieven. De eerste twee werden gebouwd door de Southern Railway in hun eigen werkplaats te Ashford in 1941 en 1945. Ze kregen de nummers CC1 en CC2, waarmee de Southern Railway het Franse voorbeeld volgde om in de nummering de asindeling aan te geven. De elektrische uitrusting werd ontworpen door Alfred Raworth en de carrosserie en draaistellen door Oliver Bulleid. De CC2 werd op een aantal punten van het oorspronkelijke ontwerp door de opvolger van Raworth, C. M. Cock, gewijzigd. De derde machine werd in 1948 door British Railways gebouwd met het nummer 20003. De aanduiding Class 70 is in 2009 hergebruikt voor een diesellocomotief. 

## Southern Railway nrs. CC1 en CC2
Van buiten was duidelijk te zien dat de cabine sterk beïnvloed is door de 2HAL treinstellen. Het is zelfs gesuggereerd dat (geheel in traditie van Southern) de mallen voor de gelaste cabines al bestonden en zodoende een snelle en goedkope constructie mogelijk maakten. Toen de Tweede Wereldoorlog in 1939 uitbrak werden de meeste projecten gestaakt ten gunste van de oorlogsindustrie. De bouw van de CC1 en CC2 werd uitgezonderd vanwege de te verwachten besparingen, zowel qua brandstof als arbeid, ten opzichte van stoomlocomotieven. De bouw vlotte toch niet echt als gevolg van tekorten aan grondstoffen en onderdelen. Na de nationalisatie in 1948 werden ze door British Railways genummerd als 20001 en 20002.

## British Railways nr. 20003
De derde machine van de serie, de 20003, werd gebouwd in de werkplaats van Brighton. S. B. Warder (de latere Chef-elektrotechnisch ingenieur elektriciteit van de British Transport Commission en architect van het 25 kV bovenleidingssysteem in Groot-Brittannië) destijds de elektrotechnisch ingenieur bij Southern Railway paste het ontwerp op een paar punten aan. Hoewel beschouwd als dezelfde serie week de 20003 als verschijning duidelijk af van de eerste twee. Ze waren 2 inches (5 cm) langer met platte 4SUB-achtige cabines, die duidelijk eenvoudiger en daarom goedkoper ontworpen zijn dan de eerste twee. Door de wijzigingen in de uitrusting werd de locomotief 5 ton zwaarder.

## Omloopnummers
Alle drie de locomotieven waren voorzien van gestencilde omloopnummers, maar het werd snel duidelijk dat passende nummers voor goederentreinen niet bestonden, noch volstonden de tweecijferige nummers voor dit doel. Ze werden dan ook uitgerust met zes schijven, zoals gebruikelijk bij stoomlocomotieven, aan iedere kant zodat standaard nummers getoond konden worden. Ten tijde van de standaardisering kwam er een nieuwe serie met twee tekens, zowel letters als cijfers, en alle drie kregen een film voor de mogelijke nummers en de schijven werden verwijderd.

## Technische gegevens
De serie liet snel haar waarde zien. De zes tractiemotoren samen goed voor 1470 pk maakten het mogelijk om goederentreinen van 1000-ton en reizigerstreinen van 750-ton met gemak te trekken.

### Spanningsregeling
Doordat de locomotieven korter zijn dan de voornamelijk gebruikte treinstellen kunnen ze te maken krijgen met het verschijnsel "gapping". Hierbij verliezen de locomotieven contact met de stroomtoevoer als geen van de sleepcontacten de stroomrail kan bereiken bij onderbrekingen van de stroomrail bij bijvoorbeeld wissels. Hierbij komen ook wisselende krachten op de koppelingen te staan als de spanning wegvalt en weer terugkeert, wat zelfs tot het breken van koppelingen kan leiden Raworth ving dit op door een motor-generator combinatie, de z.g. Booster, met een vliegwiel op de schacht er tussen. De spanning voor de tractiemotor wordt hierbij niet direct door de snelheidsregeling geleverd, maar gebruikt om een generator met vliegwiel aan te drijven. De uitgangsspanning van de generator kan worden gebruikt om in combinatie met de 650 V van de derde rail de spanning voor de tractiemotoren te verhogen of te verkleinen. Als de polariteit van de generator wordt omgedraaid is het mogelijk om een spanning van 1200 V = te leveren door de 650 V van de derde rail te combineren met een negatieve spanning van 500-600 V, wat leidde tot de bijnaam "Boosters". Het vliegwiel zorgde ervoor dat de generator op stroomrailloze stukken bleef draaien zodat er spanning beschikbaar bleef voor de tractiemotoren. 
Zelfs tijdens stilstand produceerde de class 70 een dreunend geluid als gevolg van de draaiende boosters in de locomotief. In de locomotief waren twee boosters, één per draaistel. Het was niet genoeg om de locomotieven spanningsloos te laten werken omdat de belaste generator dan snel de opgeslagen kinetische energie zou verbruiken. De machinisten moesten goed opletten om te voorkomen dat ze tot stilstand kwamen tussen twee stroomrails en daarmee ook de booster langzaam tot stilstand zou komen.
Door de omzetting van elektrische in kinetische energie en omgekeerd traden verliezen op, maar Raworth beperkte dit in het bedieningsmechanisme. In plaats van grote, zwaar gebouwde, weerstanden in de kabels naar de motoren, wijzigden de 26 stappen van de snelheidsregelaar de weerstand in de veldspoelen van de generator. Hierdoor werd de constructie een stuk lichter en makkelijk te onderhouden. In plaats van energie "af te fakkelen" werd simpelweg de hoeveelheid opgewekte energie gewijzigd.

### Andere kenmerken
Alle drie waren uitgerust met een tram pantograaf om ze te kunnen gebruiken onder de bovenleiding die op sommige rangeerterreinen, Hither Green en South East London, waren aangebracht omdat het daar als te gevaarlijk gezien werd om het personeel permanent tussen de stroomrails te laten lopen, zeker tijdens de verduistering in de oorlog. De pantograaf werd, als ze niet gebruikt werd, verzonken in het dak om binnen het omgrenzingsprofiel te blijven. Ten behoeve van de stoomverwarming in rijtuigen waren de locomotieven voorzien van een elektrische stoomgenerator.

## Opvolger en uitrangering
De serie was de bewezen techniek voor elektrische locomotieven met een booster. Hoewel gezien als prototype voor de Class 71 die hetzelfde concept gebruikte, week die sterk af qua ontwerp en bouw door gebruik van Zwitserse technologie.
Alle drie werden uitgerangeerd in de winter van 1968/1969 zonder ooit computernummers (TOPS) gedragen te hebben. Hoewel de 20001 op het laatst nog geschilderd is in de Rail Blue kleurstelling is er niet behouden als historisch materieel.